# 伊部正之
伊部 正之（いべ まさゆき、1942年2月15日 - ）は、日本の労働経済学者。福島大学名誉教授。

## 来歴
北海道生まれ。北海道大学大学院経済学研究科博士後期課程中退。福島大学経済学部助手・助教授・教授、経済経営学類教授を歴任。日本におけるアパルトヘイト研究の先駆者の一人である。1984年からは、大学の決定を受けて松川事件資料の収集整備に中心的に携わり、1988年に大学に松川資料室が開設される。資料の総点数は10万点以上に昇り、一般にも公開されている。福島大学名誉教授。

## 代表的な著書
- 『松川事件と平事件のナゾ 歴春ふくしま文庫71』2001年、歴史春秋社
- 『松川事件五〇年』（福島県松川運動記念会編）1999年、あゆみ出版 （共著）
- 『松川裁判からいま何を学ぶか』2009年、岩波書店